# Ађо (Ђенова)
Ађо (итал. Aggio) је насеље у Италији у округу Ђенова, региону Лигурија.
Према процени из 2011. у насељу је живело 311 становника. Насеље се налази на надморској висини од 349 м.